# Fahrenheit (album)
Fahrenheit – album Toto wydany w 1986. Pierwszy album z udziałem Josepha Williamsa w roli wokalisty. W dodatku był to ostatni album Toto z udziałem Steve'a Porcaro, odszedł z zespołu po trasie koncertowej "Fahrenheit". Album nigdy nie został złotą płytą. Piosenkarka Paula Abdul pojawia się w wideo trzeciego singla "Till The End".

## Lista utworów
1. "Till the End" (Paich/Williams) – 5:17
2. "We Can Make It Tonight" (Williams/J.Porcaro/Bregman) – 4:16
3. "Without Your Love" (Paich) – 4:33
4. "Can't Stand It Any Longer" (Paich/Lukather/Williams) – 4:18
5. "I'll Be Over You" (Lukather/Goodrum) – 3:50
6. "Fahrenheit" (Paich/J.Porcaro/Williams) – 4:39
7. "Somewhere Tonight" (J.Porcaro/Paich/Lukather) – 3:46
8. "Could This Be Love" (Paich/Williams) – 5:14
9. "Lea" (S.Porcaro) – 4:29
10. "Don't Stop Me Now" (Lukather/Paich) – 3:05

## Skład
- Joseph Williams – wokal
- Steve Lukather – gitara, wokal
- David Paich – instrumenty klawiszowe, wokal
- Steve Porcaro – instrumenty klawiszowe, elektronika
- Mike Porcaro – gitara basowa
- Jeff Porcaro – bębny, perkusja
- Miles Davis – trąbka w "Don't Stop Me Now"

## Single
- I'll Be Over You / In A Word
- Without Your Love / Can't Stand It Any Longer
- Till the End / Don't Stop Me Now
- Lea / Don't Stop Me Now (wydany tylko w Holandii)